# Танго ревнощів
«Танго ревнощів» (італ. «Il tango della gelosia») — італійська кінокомедія режисера Стено з Монікою Вітті у головній ролі, що вийшла 10 жовтня 1981 року.

## Сюжет
Головна героїня картини Лучія десять років у шлюбі. З часом їх відносини стали прохолодними. З боку чоловіка зникла пристрасть і романтика — чого бракувало Лучії. Вона намагається поговорити з чоловіком і обговорити їх сімейне життя, але він не звертає на це увагу. Після цього Лучія вирішує створити обставини, в результаті яких її чоловік став би ревнувати.

## У ролях
| Моніка Вітті      | ···· | Лучія              |
| Дієго Абатантуоно | ···· | Дієго              |
| Філіпп Лерой      | ···· | Джуліано Лованеллі |
| Тіто ЛеДюк        | ···· | Поль               |
| Дженні Тамбурі    | ···· | Нунція             |

## Знімальна група
| Режисер    | ···· | Стено                                                    |
| Сценарій   | ···· | Енріко Ванціна, Стено, Альдо Де Бенедетті                |
| Продюсер   | ···· | Паоло Інфасчеллі                                         |
| Оператор   | ···· | Джорджо Ді Баттіста                                      |
| Композитор | ···· | Джанні Мацца                                             |
| Художник   | ···· | Джантіто Бурк'єлларо, Бруна Пармезан, Джованні Наталуччі |
| Монтаж     | ···· | Раймондо Крочані                                         |